# L'Enlèvement des Sabines (film)
Pour les articles homonymes, voir Enlèvement des Sabines (homonymie).
Pour plus de détails, voir Fiche technique et Distribution.
L'Enlèvement des Sabines (en italien : Il ratto delle Sabine) est un film d'aventure franco-italo-yougoslave réalisé par Richard Pottier et sorti en 1961.

## Synopsis
Afin d’assurer leur descendance, les Romains, peuple alors constitué d'esclaves en fuite, de criminels et autres dissidents, se rendent chez leurs voisins les Sabins pour leur demander des femmes, mais ceux-ci refusent devant leur aspect peu ragoûtant. Offensés, les Romains décident alors d'employer la ruse. Ils projettent d'enlever les Sabines au cours d'une fête où ils sont conviés après avoir enivré les Sabins avec le vin qu'ils leur auront offert. À la fête, Romulus, roi des Romains, tombe amoureux de la belle vestale Réa, fille du roi des Sabins. Lorsque ces derniers sont suffisamment enivrés, les Romains s'enfuient comme prévu avec leurs femmes. Une fois rendues à Rome, les Sabines apprécient les avantages de la situation et demandent à choisir leurs époux. Seule, Réa s'échappe pour regagner son royaume et relate à son père la conduite respectueuse qu'ont eue les Romains. Le roi veut néanmoins délivrer les Sabines et se rend à Rome avec ses troupes, bien décidé à livrer bataille. Quand les Sabins arrivent devant Rome, le premier enfant né de l’union d'un Romain et d'une Sabine vient au monde et l'affrontement se mue en alliance…

## Fiche technique
- Titre d'origine : Il ratto delle Sabine
- Titre français : L'Enlèvement des Sabines
- Réalisation :	Richard Pottier
- Scénario : Carlo Infascelli, Edoardo Anton
- Dialogues français : Marc-Gilbert Sauvajon
- Photographie : Bitto Albertini
- Montage : Yvonne Martin
- Décors : René Renoux
- Musique : Carlo Rustichelli
- Producteurs : Enrico Bomba, Alexander Salkind
- Producteur exécutif :Carlo Infascelli
- Directeur de production : Gino Rossi
- Sociétés de production : CIPRA (Compagnie internationale de production cinématographiques, France)[1], FICIT (Finanziaria Cinematografica Italiana)[2], Dubrava Film[2],[1] (Yougoslavie)
- Sociétés de distribution : Les Acacias[3] (France), Tamasa Distribution[1] (vente à l'étranger)
- Format : couleur (Eastmancolor) — 35 mm — 2.35:1 (Dyaliscope) — son monophonique
- Pays de production : France, Italie, Yougoslavie
- Langue originale : français
- Genre : péplum, mythologie romaine
- Durée : 99 minutes
- Dates de sortie : 
  - Italie : 15 novembre 1961
  - France : 15 décembre 1961
- (fr) Classification et visa CNC : mention « tous publics », visa d'exploitation no 24215 délivré le 23 novembre 1961
- Affiche : Boris Grinsson (France)

## Distribution
- Mylène Demongeot : Réa

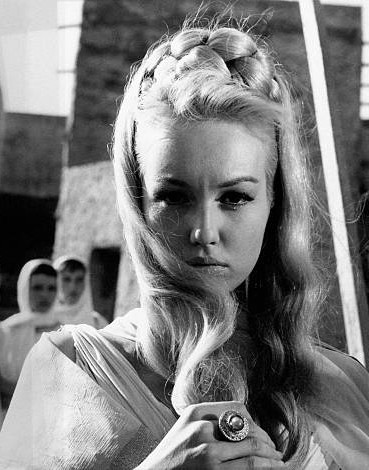
Mylène Demongeot lors du tournage du film.

- Roger Moore (VF : Jean-Louis Jemma) : Romulus
- Francis Blanche : Mezio
- Jean Marais : le dieu Mars
- Scilla Gabel : Dusia
- Folco Lulli (VF : Jean Davy) : Titus Tatius
- Rosanna Schiaffino (VF : Claire Guibert) : la déesse Vénus
- Niksa Stefanini (VF : René Arrieu) : le roi de Cenina
- Giorgia Moll : Lavinia
- Claude Conty : Albus Caecilius
- Acteur non identitfié (VF : Marcel Bozzuffi) : Tarquinio
- Luisa Mattioli : Silvia
- Marino Masè : Lino
- Walter Barnes (VF : Claude Bertrand) : Stilicone
- Nietta Zocchi : la reine
- Franco Albina : Lepico
- Petar Dobric : Numa Pompilius
- Dada Gallotti : Flaminia
- Mariangela Giordano : Domizia
- Dragan Jankovitch : le roi de Crostumi
- Dina De Santis : Albina

## Production

### Casting
Mylène Demongeot : « Je tourne avec Richard Pottier (le metteur en scène de Caroline chérie) un péplum sympa. Vedette homme, un certain Roger Moore (qui sort tout juste d'Ivanhoé à la télé). Jean Marais viendra nous faire un dieu de l'Olympe avec Rosanna Schiaffino, sa déesse, mais surtout je ferai la connaissance d'un petit homme insolent, amer et drôle, qui se ronge les ongles et n'arrête pas de faire des bêtises... Mon futur grand ami, Francis Blanche. »

### Tournage
Mylène Demongeot : « C'est à mon tour. Le plan est simple : je fuis au galop pour tenter de rejoindre mon bien-aimé à travers la forêt. Le metteur en scène me donne ses dernières instructions. [...]
— Tu vois là, le petit sentier tout droit sur lequel tu vas galoper ? Nous, avec la voiture travelling, nous partirons avant toi sur la petite route parallèle et, à mon signal, tu démarres au galop, nous te précèderons et tu t'arrêtes au bout du chemin, ça devrait aller (une centaine de mètres à parcourir). [...] La voiture travelling se met en route avec un bruit que mon cheval ne supporte apparemment pas du tout. Le voilà qui part au triple galop, avant même que la voiture soit arrivée sur place... Comme je ne suis pas une grande et experte cavalière, je fais une bêtise, m'a-t-on expliqué plus tard. Je tire sur le mors pour essayer d'arrêter le cheval... Rien à faire, bien au contraire. Il s'appuie dessus et nous voilà partis tous deux, à fond de train sur le fameux petit chemin ! [...] Je me demande comment j'arrive à garder mon équilibre... Les branches me griffent le visage... Je lâche les rênes, je lâche tout et j'entoure le cou de mon cheval en me cachant la figure dans sa crinière... [...] Je ne sais pas combien de temps nous avons galopé comme ça... [...] L'équipe du tournage nous retrouvera entiers, perdus... mais bien vivants. Mon cheval, lui, est parfaitement calmé. Moi, moins. Le plan se fera avec une doublure et, depuis, je ne suis pas à l'aise avec les chevaux. Ils le sentent bien, ces amours, puisque, dès que je m'approche, ils se mettent à ruer ! »

## Thèmes et contexte
Ce péplum atteint son but sans lésiner sur les moyens.[non neutre] Cette imposante coproduction bénéficie du concours des stars européennes de l'époque : le Britannique Roger Moore en roi des Romains, Mylène Demongeot en princesse Sabine (et son double en brune, l'Italienne Rosanna Schiaffino en déesse Vénus), Jean Marais en dieu Mars et Francis Blanche dans un numéro hilarant de Romain bigleux. Les dialogues français piquants sont dus à la plume du dramaturge Marc-Gilbert Sauvajon, ce qui donne un ton d'« enlèvement de comédie » au film.